# Арельяно, Омар
Ома́р Арелья́но (исп. Omar Arellano Riverón; 18 мая 1987, Мехико) — мексиканский футболист, нападающий коста-риканского клуба «Чапулинерос де Оахака» и сборной Мексики.

## Биография
Омар Арельяно — воспитанник футбольных школ «Гвадалахары» и «Пачуки». В 2004 году он дебютировал в Примере чемпионата Мексики против «Америки» (1:1), но это была единственная игра Арельяно за весь сезон. В следующем сезоне он провёл уже 8 матчей, в которых забил 1 гол. В сезоне 2006/07 Арельяно сыграл уже в 10 матчах Примеры, забив 2 гола. Также он провёл 2 матча в розыгрыше Кубка Либертадорес. В 2006 году Арельяно выиграл Южноамериканский кубок с «Пачукой», но в играх участия не принимал.
С 2007 года Омар Арельяно стал игроком «Гвадалахары». За 5,5 лет нападающий провёл за «Чивас» около свыше сотен матчей, в которых отметился 21 забитым голом. Лучшим достижением с «Гвадалахарой» стал выход в финал Кубка Либертадорес в 2010 году, в котором его клуб уступил «Интернасьоналу». Арельяно играл в обоих финальных матчах, а в конце второй игры за неспортивное поведение был удалён с поля.
С 2013 года Арельяно — игрок «Монтеррея».
Омар Арельяно дебютировал в сборной Мексики в 2007 году в игре против Гватемалы. Единственный мяч за «трёхцветных» Омар забил в ворота сборной Колумбии 30 сентября 2009 года.

## Матчи за сборную Мексики
| Список матчей | Список матчей    | Список матчей                             | Список матчей | Список матчей | Список матчей | Список матчей |
| #             | Дата             | Место                                     | Соперник      | Результат     | Турнир        |               |
| ------------- | ---------------- | ----------------------------------------- | ------------- | ------------- | ------------- | ------------- |
| 1.            | 17 октября 2007  | Мемориал Колизеум, Лос-Анджелес, США      | Гватемала     | 2:3           | Товарищеский  |               |
| 2.            | 11 октября 2008  | Индепенденс Парк, Кингстон, Ямайка        | Ямайка        | 0:1           | ОТ к ЧМ-2010  |               |
| 3.            | 28 марта 2009    | Ацтека, Мехико, Мексика                   | Коста-Рика    | 2:0           | ОТ к ЧМ-2010  |               |
| 4.            | 24 июня 2009     | Джорджия Доум, Атланта, США               | Венесуэла     | 4:0           | Товарищеский  |               |
| 5.            | 28 июня 2009     | Куалкомм, Сан-Диего, США                  | Гватемала     | 0:0           | Товарищеский  |               |
| 6.            | 30 сентября 2009 | Коттон-Боул, Даллас, США                  | Колумбия      | 1:2           | Товарищеский  |               |
| 7.            | 10 августа 2011  | Lincoln Financial Field, Филадельфия, США | США           | 1:1           | Товарищеский  |               |

## Титулы и достижения
- Чемпион Мексики (): 2006 (Клаусура), 2007 (К)
- Обладатель Южноамериканского кубка (1): 2006
- Финалист Кубка Либертадорес (1): 2010